# Auldhame
Auldhame e Scoughall sono due borgate (hamlet) scozzesi situate nell'entroterra dell'area amministrativa dell'East Lothian, nei pressi della cittadina balneare di North Berwick e della parrocchia civile (civil parish - CP) di Whitekirk e Tyninghame, a circa 25 miglia (40,2 km) a est di Edimburgo.

## L'eredità di san Baldred di Tyninghame

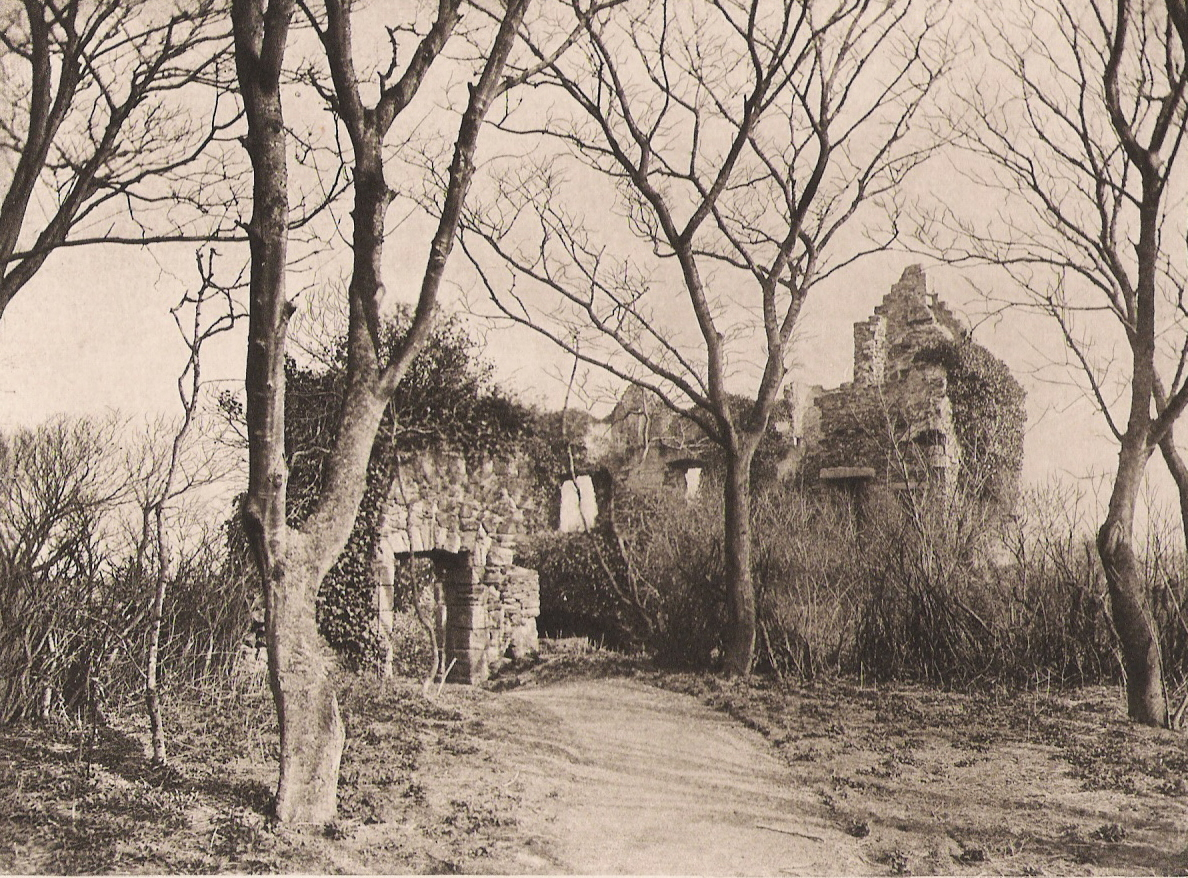
Auldhame Castle.

Si narra che san Baldred di Tyninghame, eremita e abate nativo del Regno di Northumbria, missionario cristiano dell'VIII secolo e in seguito santificato, avesse tra i luoghi dove fosse solito predicare ad Auldhame, e grazie alla sua influenza la parrocchia di Auldhame ha avuto una significativa importanza nello sviluppo del cristianesimo in Scozia. Ha fondato anche una chiesa a Scoughall  e diversi sono i locali toponimi che prendono il nome da lui. A North Berwick a lui è dedicata la chiesa (St Baldred's Church) e una delle vie cittadine (St Baldred's Road).
Dopo la sua morte vi fu una disputa tra le parrocchie di Auldhame, Tyninghame e Prestonkirk, riguardo a quale avrebbe dovuto conservare le sue spoglie mortali. La leggenda narra che su consiglio di un sant'uomo, dopo aver trascorso la notte in preghiera, al mattino furono trovati tre corpi, identici sotto tutti gli aspetti, ciascuno nel loro sudario e preparati per la sepoltura. Fino ad oggi tutte e tre le chiese hanno tra le loro mura la tomba di san Baldred di Tyninghame.
Nel 2005 alcuni scavi archeologici in un appezzamento di terreno nei pressi di Auldhame hanno portato alla luce resti umani e le rovine di un edificio ritenuto una chiesa. Dopo che gli iniziali studi avevano stimato che la chiesa risalisse al periodo medievale, in seguito si approfondì che avrebbero potuto essere del periodo dello stesso san Baldred.
Nel XVI secolo Auldhame apparteneva alla famiglia Otterburn mentre Scoughall alla famiglia Auchmoutie. Nel 1618 il poeta John Taylor visitò gli Auchmoutie e mangiò sula dal Bass Rock da un buffet.